# Charaxes contrarius
Charaxes contrarius is een vlinder uit de familie van de Nymphalidae. De wetenschappelijke naam van de soort is voor het eerst geldig gepubliceerd in 1907 door Gustav Weymer.